# 孔德朗
孔德朗（法語：Condren，法語發音：[kɔ̃dʁɑ̃]）是法国上法蘭西大區埃纳省的一个市镇，属于拉昂区。

## 地理
孔德朗（49°37'53"N, 3°16'51"E）面积5.58 平方千米，位于法国上法蘭西大區埃纳省，该省份为法国北部内陆省份，北起北部省，西接索姆省和瓦兹省，东临阿登省和马恩省，西南至塞纳-马恩省，东北部与比利时接壤。
与孔德朗接壤的市镇（或旧市镇、城区）包括：阿米尼鲁伊、桑斯尼、泰爾尼耶、维里-努勒伊。

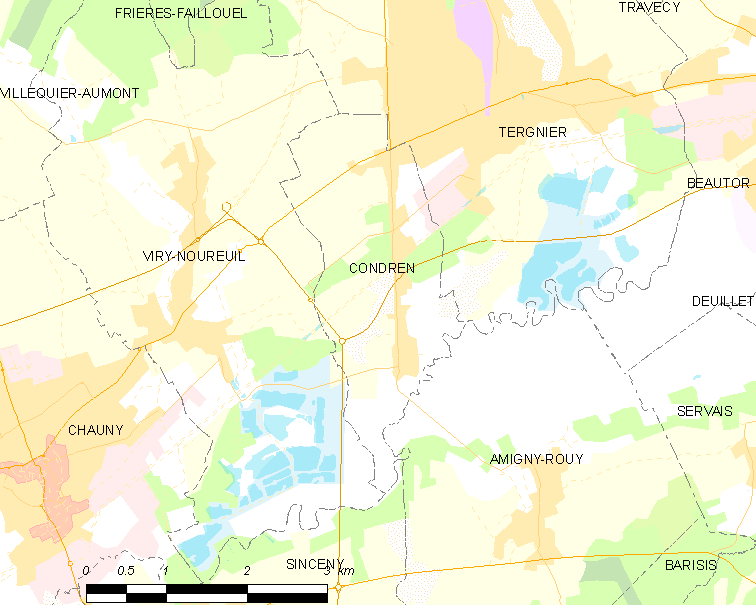
孔德朗的OSM定位图

孔德朗的时区为UTC+01:00、UTC+02:00（夏令时）。

## 行政
孔德朗的邮政编码为02700，INSEE市镇编码为02212。

## 政治
孔德朗所属的省级选区为绍尼县。

## 人口

1962-2008年间孔德朗人口变化图示

孔德朗于2022年1月1日时的人口数量为682人。